# シオドーラ・クローバー
シオドーラ・クラコー・クローバー・クイン（Theodora Kracaw Kroeber Quinn, 1897年3月24日 - 1979年7月4日）は、アメリカ合衆国の作家で、さまざまな文化に中に生きたカリフォルニアの土着の人々の口述史の解釈や著述で知られる文化人類学者でもある。クラコーは生家の苗字、クインは再婚相手の苗字である。

## 経歴
1897年、コロラド州デンバー生まれ。一家はその後カリフォルニア州に移り、カリフォルニア大学バークレー校に学んだ。1919年に臨床心理学で修士号を取得していた。
彼女は早くに結婚し、2人の子どもを得たが、夫は早世した。未亡人となってから人類学を学び始め、同じく妻を亡くしていたアルフレッド・L・クローバーと再婚した。

## 研究内容・業績
- 彼女は、カリフォルニアの原住民ヤヒ族の最後の生き残りイシについての著作で知られている。

## 家族・親族
- 再婚した夫：アルフレッド・L・クローバー
- 娘：アーシュラ・K・ル＝グウィンは作家。(A. L.クローバーとの間の娘)
- 息子：カール・クローバーは英文学の教授。(A. L.クローバーとの間の息子)
- 息子：クリフトン・クローバーは歴史家。彼女の最初の結婚で生まれた2人の息子の1人になる。

## 主要な著作
- The Inland Whale 1959（『内陸のくじら 〜カリフォルニア・インディアンの 伝説からの９つの再話〜』編集グループ〈SURE〉）
- Ishi in Two Worlds: A Biography of the Last Wild Indian in North America 1961（「イシ アメリカ最後の野生インディアン」岩波書店 1970年）
- Ishi: The Last of His Tribe 1964（「イシ 二つの世界に生きたインディアンの物語」岩波書店 1977年）
- Almost Ancestors: The First Californians 1968
- Alfred Kroeber: A Personal Configuration 1970
- Ishi, the Last Yahi: A Documentary History 1979